# Legge del 1° maggio 1802 (Francia)
Nel diritto francese, la legge dell'11 floreale dell'anno X (1º maggio 1802), approvata durante il consolato di Napoleone, rappresentò una delle principali modifiche all'istruzione francofona. Questa legge istituì i licei in sostituzione delle scuole centrali e riformò l'istruzione secondaria e speciale.
Questa legge, composta da 44 articoli, nacque da un'idea di Antoine-François de Fourcroy e Jean-Antoine Chaptal e nelle intenzioni di Napoleone doveva produrre "un modello e mostrare l'effetto stimolante e regolatore delle scuole secondarie sulla massa". Tuttavia, non fu attuata immediatamente e non ebbe il successo sperato dal console.
La norma istituì 45 lycée, uno per ogni arrondissement con una Corte d'appello nella Francia dell'epoca, basati sulla letteratura e il latino e sul modello dell'ex Collège Louis-le-Grand di Parigi. Vicino a questi ultimi furono fondate le scuole speciali (École polytechnique, le scuole di medicina e quelle di diritto, oltre a varie nuove facoltà) che erano l'ultimo livello di istruzione prima della creazione delle università imperiali nel 1806. I collège, distinti per legge dai lycée, erano gestiti da privati o dai comuni, ma dovevano essere autorizzati all'inizio di ogni nuovo anno scolastico per poter continuare la loro attività. La norma lasciò ai comuni anche la competenza delle scuole primarie e, in particolare, della retribuzione e alloggio del personale docente, nonché l'esonero dalle tasse scolastiche e i contributi a favore delle famiglie più bisognose.

## Il disegno di legge Chaptal
Vi furono molte proposte prima dell'approvazione di questa legge. Quella di Chaptal era la più innovativa e il suo disegno di legge vide la luce nel novembre del 1800. Non era passato un anno dal colpo di Stato di Napoleone, quando il governo chiese a Jean-Antoine Chaptal di presentare un rapporto generale e, soprattutto, una proposta di legge sull'istruzione pubblica. I leader degli Stati generali volevano ripristinare il principio dei collegi e migliorarli.
Quest'ultimo, allora Consigliere di Stato e Ministro degli interni, era deluso dal settore dell'istruzione durante il periodo rivoluzionario e riteneva che nessuno si interessasse ad esso per migliorarne le pratiche piuttosto scadenti. Deplorava la mancanza di scuole elementari nelle campagne e criticava fortemente le pratiche e l'organizzazione delle scuole centrali.
Espose quindi le sue richieste per un'istruzione migliore. Sostenne il libero accesso all'istruzione e la creazione di scuole gratuite per tutti. Insistette sul miglioramento delle scuole primarie e volle aumentare il numero di scuole centrali in tutta la Francia. Subito dopo la sua investitura, presentò la sua proposta di legge, che non fu adottata dal Primo console. Secondo quest'ultimo, infatti, lo Stato avrebbe dovuto avere un ruolo nella direzione di questa materia vitale e Chaptal trascurò questo punto.

## La legge dell'11 floreale dell'anno X
Il console chiese ad Antoine-François Fourcroy di elaborare una proposta di legge più interessante di quella proposto da Chaptal. Con l'aiuto di Pierre-Louis Roederer, si rifecero a un'indagine condotta dal Ministro dell'interno. Si resero conto che la legge Daunou (brumaio dell'anno IV, durante il Direttorio) non aveva sortire l'effetto desiderato e volevano quindi trovare delle soluzioni.
Napoleone si impegnò personalmente nella definizione della legge primaché fosse presentata al legislatore. Furono necessari fino a 12 emendamenti prima di raggiungere quela che a suo parere era la versione corretta. Il 30 germinale dell'anno X (20 aprile 1802) la legge fu presentata ufficialmente al Senato. Poi, l'11 floreale dell'anno X (1° maggio 1802) la riforma fu approvata con 80 voti a favore e 9 contrari. Il 10 floreale Fourcroy dovette difendersi davanti all'assemblea legislativa e spiegarsi su alcuni punti, come l'affidamento delle scuole elementari ai comuni. Ciononostante, quel giorno la legge fu ufficialmente adottata con 251 voti bianchi e 27 neri.
La legge era suddivisa in 44 articoli e 9 titoli predefiniti. Riguardava tre settori dell'istruzione: scuole primarie, secondarie e speciali. Lo Stato non era realmente interessato all'istruzione primaria e secondaria e si concentrava invece sulla novità introdotta da questa legislazione: i licei. Si riponevano molte speranze in questi istituti, non volendo ripetere l'amaro fallimento delle scuole centrali avviate durante il periodo del Direttorio.

### Le scuole primarie
Lo Stato lasciò ai comuni la competenza per le scuole elementari, ma richiese a un sottoprefetto di monitorare le loro attività e di riferire allo Stato a cadenza mensile. Va notato che Fourcroy voleva che i comuni si occupassero delle piccole scuole perché, a suo avviso, la legislazione approvata durante il Direttorio (che prevedeva che l'istruzione fosse sempre pagata dallo Stato) impediva realmente la creazione di questi istituti e la retribuzione dei professionisti.
Spettava al comune, e quindi al suo sindaco, trovare il personale docente e un posto dove alloggiarlo. Ai genitori che non potevano permettersi di pagare l'istruzione dei figli veniva offerto un aiuto con l'esonero dal contributo scolastico, aiuto che, tuttavia, veniva applicato solo a un quinto degli alunni.
Lo scopo della scuola elementare era quello di insegnare a leggere, scrivere e fare i calcoli di base.

### Scuole secondarie
L'espressione "scuola secondaria" (école secondaire) comparve per la prima volta in questa legge. Comprendeva due tipi di istituti: i collège (scuole secondarie inferiori), affidati a privati e comuni, e i lycée (scuole secondarie superiori), gestiti dallo Stato.
Fourcroy propose di abolire le scuole centrali per incoraggiare i comuni a creare e mantenere le proprie scuole secondarie. Queste scuole, indipendentemente dal corso di studi scelto, dovevano essere pagate. Sotto Napoleone, quindi, l'istruzione non era ancora gratuita.

#### I Collège
Il nome "collège" fu coniato poco dopo l'approvazione di questa legge, per distinguere questo tipo di istituto dai lycée.
Essi rappresentavano il secondo livello di istruzione dopo le scuole primarie. Potevano essere controllati da privati o dal comune. Tuttavia, ogni anno dovevano presentare domanda per aprire le porte all'inizio del nuovo anno scolastico.
Le materie insegnate erano identiche a quelle dell'Ancien Régime: basi di latino, matematica, francese, geografia e storia.
Gli insegnanti erano scelti dal direttore della scuola e i genitori contribuivano al loro stipendio, pagando l'anno scolastico dei figli.
Una serie di decreti successivi apportarono cambiamenti, ad esempio in termini di uniformi e comfort.

#### I lycée
I licei rappresentavano il terzo livello di istruzione. Erano divisi in tre classi, il livello più alto era quello dei lycée parigini. Queste classi determinavano gli stipendi e le pensioni degli insegnanti.
Per ogni liceo aperto, venivano chiuse 3 scuole centrali. In tutto erano 45, una per ogni arrondissement con una Corte d'appello nella Francia dell'epoca.
Fourcroy basò la creazione dei lycée sul modello dell'ex Collège Louis-le-Grand, che nel 1803 divenne il Lycée de Paris (il primo lycée in Francia).
Queste scuole laiche seguivano un proprio piano di studi. Il piano di studi prevedeva un numero fisso di anni e i lycée offrivano anche servizi speciali (corsi di recupero o attività ricreative). Comprendevano anche strutture per il sostegno educativo.

#### Il personale
Squadre di ispettori setacciarono i vari dipartimenti francesi per trovare le scuole centrali che potevano diventare i futuri lycées.
Gli insegnanti erano 8 (4 per la letteratura e 4 per la matematica). I maestri di studio (maîtres d’études ) sorvegliavano gli alunni e supervisionavano il personale docente. Un preside, un censore e un procuratore erano responsabili dell'applicazione della legge all'interno degli edifici scolastici.7
Inizialmente queste scuole furono istituite per i borsisti nazionali, i figli dei dipendenti pubblici e dei soldati morti in servizio. Tuttavia, per aumentare il numero di studenti, fu indetto un esame di ammissione per fascia d'età per i migliori alunni delle migliori scuole secondarie riconosciute dalla legge. Ciò valeva per i figli della nobiltà, della borghesia, dei funzionari pubblici e dei militari. L'istruzione liceale non era quindi accessibile a tutti. Alla fine vennero accettati anche gli alunni esterni e i liberi pensionati.

#### I corsi
I corsi subirono una serie di cambiamenti. Mentre nelle scuole centrali gli alunni sceglievano le lezioni che li interessavano, nei licei i corsi erano strutturati e suddivisi per livello. Ciò significa che le classi comprendevano ragazzi di tutte le età, ma tutti dello stesso livello.
Il programma prevedeva che agli alunni venissero impartiti tre anni di latino e due di belle lettere, oltre a cinque anni di matematica a partire dal secondo anno di apprendistato. Il piano degli studi obbligatorio consisteva in due anni di grammatica, due anni di umanità e due anni di retorica. Le materie umanistiche comprendevano le lingue antiche, la retorica, la logica e la morale, mentre le scienze comprendevano la matematica e la fisica.
Fu adottata la disciplina militare, con l'uso di uniformi, l'uso di tamburi al posto delle campane, la lettura del Bulletin de la Grande Armée a cena, ecc.

#### Le scuole speciali
Per legge, erano l'ultimo livello di istruzione (prima della creazione delle università imperiali nel 1806).
Le scuole speciali erano di competenza dello Stato. Quelle già esistenti furono rilevate con l'autorizzazione a modificare radicalmente la loro organizzazione. Dovevano essere situate vicino a un lycée.
Vennero create numerose nuove scuole in aggiunta a quelle esistenti (l'École polytechnique, le scuole di medicina e le scuole di legge): altre dieci scuole di legge e tre scuole di medicina. Furono istituite nuove facoltà: quattro di storia naturale, quattro di fisica, quattro di chimica, una di geografia, una di storia, una di economia politica, due di arti meccaniche, una di matematica trascendentale, una di disegno e una di studi militari. Per ogni scuola speciale era richiesto un numero specifico di insegnanti.
Napoleone si interessò particolarmente alle scuole militari.
Sebbene la legge dell'11 floreale dell'anno X ne avesse annunciato la creazione, fu la legge del 22 ventoso dell'anno XII (13 marzo 1804) a specificare il contenuto delle scuole di diritto, redatta dal consigliere di Stato Théophile Berlier.

## Conseguenze e sviluppi

### Attuazione della norma
Fourcroy, che non era altro che il Direttore dell'istruzione pubblica, supervisionò l'intero processo per conto dell'amministrazione. Era responsabile dell'organizzazione dei 300 collegi comunali, delle 12 scuole di diritto e soprattutto dei 45 licei.
Tre squadre, ciascuna composta da un ispettore degli studi e da un commissario dell'istituto, ispezionarono le scuole secondarie che stavano formando studenti validi per i nuovi licei. Visitarono anche le scuole centrali per vedere se gli edifici potevano essere convertiti in veri e propri licei.
Le ragazze non furono accettate nelle scuole fino agli anni Ottanta del XIX secolo (leggi Jules Ferry). All'epoca, l'istruzione pubblica per le donne non esisteva.

### Ordine di fondazione dei lycée
Si riporta di seguito l'elenco delle città che ospitano i quarantacinque licei istituiti dalla legge, in ordine cronologico di apertura: Bordeaux, Bruxelles, Douai, Lione, Marsiglia, Mayence, Moulins, Rennes, Torino, Besançon, Rouen, Strasburgo, Amiens, Angers, Bourges, Caen, Cahors, Dijon, Grenoble, Liegi, Limoges, Metz, Montpellier, Nîmes, Orléans, Pau, Poitiers, Reims, Tolosa, Parigi (tre licei in tutto, il primo dei quali è l'ex Collège Louis-le-Grand, il primo liceo ad essere aperto), Avignone, Bonn, Bruges, Clermont, Gand, Rodez, Nantes, Nizza, Pontivy, Versailles, Alessandria e Nancy
Alcune di queste scuole si trovavano oltre i confini dell'attuale Francia, poiché durante l'epoca napoleonica parti del Belgio, della Germania, dell'Italia e della Svizzera facevano parte del territorio francese.

### Modifiche alla legge
Con decreto del 10 dicembre 1802, i Fratelli delle scuole cristiane furono comunque autorizzati a inviare i loro cappellani a insegnare nelle scuole primarie e secondarie a causa della mancanza di insegnanti laici. Il laicismo scomparve con la pratica della preghiera e un corso di catechismo un po' più tardi.
Nei licei, le materie artistiche riconquistarono il primato, nonostante l'auspicato equilibrio. Il numero di insegnanti diminuì abbastanza rapidamente. Nel 1804, infatti, gli insegnanti erano 6 e non 8 (sempre 4 per le lettere, ma solo 2 per la matematica). L'uguaglianza dei corsi tra letteratura e matematica fu rapidamente erosa, ripristinando l'importanza fondamentale della letteratura e del latino.

### Un fallimento
Per quanto riguarda le scuole primarie, solo un quarto della popolazione in età scolare trovò un istituto disponibile. Ciò era comprensibile, visto lo scarso interesse mostrato per questa istituzione dal governo e dal console. Inoltre, gli insegnanti erano scarsamente formati e spesso costretti ad accettare altri lavori per integrare il loro magro reddito.
La mancanza di entusiasmo per lo studio nei lycée si manifestò presto, con il 17,5% dei convitti liberi. In realtà, la metà degli alunni erano borsisti. Anche questi alunni, scelti in base al padre, non avevano il potenziale per seguire questi corsi e avevano poche possibilità di successo. Infine, le scuole tardarono a decollare. Dei 45 lycée previsti, ne esistevano solo 29 nel 1809.
I collège, invece, furono un vero successo, secondo un rapporto di Fourcroy del 1806, pochi anni dopo l'attuazione del suo progetto.